# Exochus pubitus
Exochus pubitus là một loài tò vò trong họ Ichneumonidae.